# Helmut Posern
Helmut „Flatti“ Posern ist ein ehemaliger deutscher Basketballspieler.

## Werdegang
Posern bestritt zwischen 1968 und 1971 insgesamt 42 Bundesliga-Spiele für TuS 04 Leverkusen und erreichte einen Punkteschnitt von 10,1 je Begegnung. 1970 und 1971 wurde er mit der Mannschaft jeweils Deutscher Meister sowie Deutscher Pokalsieger. Später verstärkte Posern den VfL Osnabrück.